# Indépendance de l'Irlande
Il est généralement admis que l’Irlande accède à l’indépendance le 6 décembre 1922. Néanmoins, le pays a également connu des déclarations d'indépendance préalables, et son indépendance est clarifiée progressivement au cours de la décennie qui suit l'année 1922.

## Processus d'indépendance
Colonisée progressivement depuis l'île de Grande-Bretagne à partir du XIIe siècle, l'île d'Irlande est incorporée en 1801 au Royaume-Uni de Grande-Bretagne et d'Irlande. Sous l'impulsion du Parti parlementaire irlandais, s'enclenche à partir de 1885 un projet d'autonomie politique pour l'Irlande au sein du Royaume-Uni, projet avorté en 1916 lorsque éclate l'insurrection de Pâques. Le 24 avril 1916, Patrick Pearse, chef d'un groupe rebelle armé, proclame dans le sang la République irlandaise. L'insurrection est écrasée, mais le 21 janvier 1919 le parti indépendantiste Sinn Féin constitue le premier Dáil Éireann (parlement d'Irlande) et déclare à nouveau une république indépendante. C'est le début de la guerre d'indépendance irlandaise,.
La guerre s'achève avec le traité de Londres du 6 décembre 1921, ratifié par le Dáil Éireann le 7 janvier 1922 et par le Parlement du Royaume-Uni le 31 mars. Il prévoit la création de l'État libre d'Irlande comme dominion indépendant au sein de l'Empire britannique, et laisse la possibilité au tout jeune Parlement d'Irlande du Nord de choisir ou non l'intégration de l'Irlande du Nord à ce nouvel État. Le Dáil Éireann adopte une Constitution, qui est proclamée par le roi George V le 6 décembre 1922 et entre en vigueur le jour même, donnant naissance à l'État libre d'Irlande. Le lendemain, le Parlement d'Irlande du Nord décide de garder l'Irlande du Nord au sein du Royaume-Uni.

## Suites

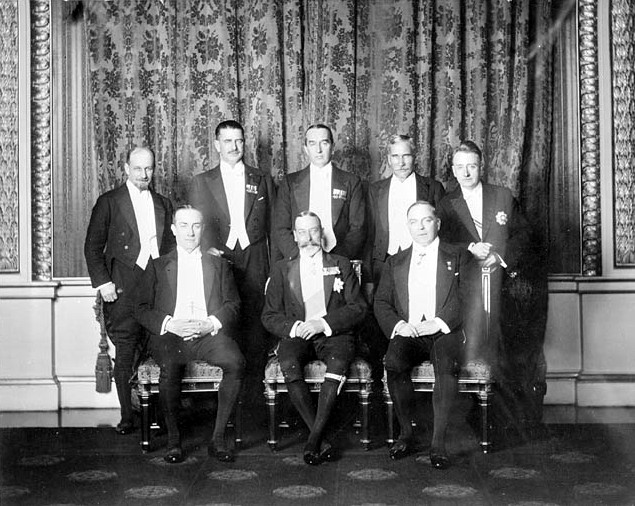
Le Premier ministre irlandais William Cosgrave (debout, sur la droite de l'image) à la Conférence impériale de 1926.

Le 27 juin 1922, avant même la naissance officielle du nouvel État mais après le retrait des autorités et des forces britanniques, éclate la guerre civile irlandaise, opposant le gouvernement irlandais démocratiquement élu, mené par Michael Collins puis par William T. Cosgrave, aux forces armées anti-traité menées par Éamon de Valera, qui refusent à la fois la partition de l'Irlande et le statut de dominion (à la place d'une république). Les rebelles déposent les armes en mai 1923,.
La Conférence impériale de 1923, qui rassemble les chefs de gouvernement du Royaume-Uni et des dominions (Afrique du Sud, Australie, Canada, État libre d'Irlande, Nouvelle-Zélande, Terre-Neuve), confirme aux dominions le droit à leur propre politique de commerce extérieur, et par extension leur droit à leur propre politique étrangère, indépendante de celle du Royaume-Uni et de l'Empire britannique.
À la demande de l'Afrique du Sud, du Canada et de l'État libre d'Irlande, la Conférence impériale de 1926 adopte la déclaration Balfour de 1926, qui définit le Royaume-Uni et les dominions comme étant « des communautés autonomes au sein de l'Empire britannique, de statut égal, n'étant subordonnés en aucune manière les uns aux autres en matière de politique intérieure ni de politique étrangère, mais unis par leur allégeance commune à la Couronne et librement associés comme membres du Commonwealth britannique des nations ». Cette déclaration, considérée comme une reconnaissance de l'entière indépendance des dominions, n'a pas de portée juridique, mais est suivie et confirmée en 1931 par le Statut de Westminster. Cette loi adoptée par le Parlement britannique après avoir consulté les gouvernements des dominions confirme que les parlements des dominions ont toute indépendance pour légiférer dans tous les domaines, et que le Parlement du Royaume-Uni ne peut imposer de lois aux dominions. Les dominions ont explicitement le droit de légiférer en matière de politique extérieure et d'adopter des lois en contradiction avec les lois impériales héritées de l'ère coloniale. Enfin, le roi en sa fonction de chef de l'État de chaque dominion est tenu d'agir en conformité avec les instructions du gouvernement de ce dominion, et en aucun cas avec les instructions du gouvernement britannique. C'est la « divisibilité de la Couronne », qui fait que la monarchie irlandaise est distincte et indépendante de la monarchie britannique, même si la personne du monarque est la même. L'indépendance de l'Irlande, acquise en 1922, est ainsi clarifiée et confirmée,.